# Fahrenheit (gruppo musicale taiwanese)
I Fahrenheit (cinese tradizionale: 飛輪海; pinyin: Fēi Lún Hǎi) erano una boy band di Taiwan, che ottenne successo negli anni 2000 nel sudest asiatico. Il gruppo consisteva di quattro membri: Aaron Yan, Wu Chun, Calvin Chen e Jiro Wang. Il management era affidato alla Jerry Fen's Comic Productions Co. Ltd., gli album registrati con la HIM International Music e il gruppo era prodotto dalla WOW Music ad Hong Kong. I Fahrenheit sono stati spesso associati alle loro colleghe S.H.E. Il 22 giugno 2011, Wu Chun ha annunciato di non essere più membro del gruppo per dedicarsi alla sua carriera da solista, decisione che portò dopo breve tempo allo scioglimento del gruppo.

## Origini
Il nome del gruppo deriva dalla definizione della scala di temperatura Fahrenheit. Ognuno dei quattro membri rappresentava una stagione o una temperatura, corrispondente alle loro diverse personalità. Calvin Chen rappresentava la primavera, il calore; Jiro Wang rappresentava l'estate, l'afa; Wu Zun rappresentava l'autunno, il fresco; ed infine, Aaron Yan rappresentava l'inverno, il freddo. I quattro membri avevano anche le rispettive temperature segnate sulla scala di gradi Fahrenheit; Calvin Chen era a 77 gradi, Jiro Wang a 95, Wu Chun a 59 gradi e Arron Yan a 41. Ognuna delle loro temperatura si distanzia dall'altra per 18 gradi.
Wu Chun è nato e cresciuto in Brunei per la maggior parte della sua vita, ma si è diplomato con lode al RMIT, a Melbourne, Australia. Si avvicinò al mondo dello spettacolo durante un suo viaggio a Taiwan, intorno a metà novembre del 2005. Un produttore televisivo lo ha notato durante il viaggio, e gli ha proposto di recitare come attore principale nel drama televisivo Tokyo Juliet. Chun allora ha accettato.
Aaron Yan è nato a Taiwan, ma si è trasferito a New York in età giovanile. È tornato a Taiwan per frequentare la scuola superiore e il college. Ha frequentato la Chinese Culture University studiando giornalismo, ma al terzo anno ha deciso di cambiare università e corso di laurea. Attualmente ha interrotto gli studi a causa degli impegni di lavoro. Intorno all'inizio del 2005, i produttori della Comic hanno iniziato a cercare scrittori di blog d'élite in internet. Hanno così scoperto Yan, che a quel tempo era molto popolare sulla rete, e gli hanno quindi proposto un provino per un ruolo in un drama. All'inizio Yan pensava che fosse una frode, ma dopo degli accertamenti ha scoperto che non era un inganno. Gli fu dato un piccolo ruolo nel drama 'I Love My Wife', ed in seguito gli fu chiesto di recitare nel drama di grande successo 'It Started With a Kiss'.
Dopo che Calvin Chen ha conseguito il diploma della scuola superiore a Taiwan, ha proseguito gli studi universitari in Canada, dove si è laureato in Economia alla University of Victoria. Ha partecipato ad un concorso di bellezza chiamato Sunshine Boyz a Vancouver, dove ha vinto il primo premio comprendente un biglietto gratis per Taiwan ed un contratto con una compagnia musicale.
Nel 2000, Jiro Wang ha iniziato a lavorare subito dopo essersi diplomato al Fu-Shin Community College di Taiwan, eseguendo lavoretti part-time (come modello per spot pubblicitari) ovunque gli venisse richiesto. La BMG, l'etichetta che l'aveva sotto contratto, stava pianificando di unirlo a Jay Chou e Jordan Chan per formare una boy band dal nome 3J, ma l'etichetta andò in fallimento ed il piano della formazione dei 3J fu abbandonato. Jiro, in seguito, ha fatto il servizio militare per due anni, ed è tornato intorno al 2003. Visto che era ancora popolare a Taiwan e dintorni, gli furono dati due ruoli come ospite in The Pawnshop No.8 e I Love My Wife. In seguito fu avvicinato dalla Comic Productions, che gli propose un ruolo di supporto dei panni di Ah Jin nel drama It Started With a Kiss. Fu in quel periodo che venne unito ad Aaron e Calvin per un gruppo.
Sebbene fossero instabili all'inizio, i Fahrenheit ottennero dei riconoscimenti minori intorno al 2005, quando fu trasmesso in televisione a Taiwan il primo drama in cui recitavano insieme, KO One. Poiché sembrava bizzarro avere solo tre membri in una boy band, Wu Chun fu aggiunto al gruppo verso la fine del 2005. Il 28 dicembre 2005 i Fahrenheit erano diventati una boy band.

## Storia

### Raggiungimento della celebrità
Prima che i Fahrenheit pubblicassero il loro primo album il 15 settembre 2006, avevano ottenuto attenzione come cantanti grazie ai contributi a diverse colonne sonore di alcuni drama taiwanesi. La loro popolarità ebbe un'impennata dopo la pubblicazione di tali colonne sonore, tuttavia fu limitata a Taiwan e alla Cina. Dopo la pubblicazione del loro primo album, il loro pubblico si estese anche a Hong Kong, Singapore, Malaysia, Giappone, Filippine, Indonesia e al resto del sudest asiatico. In tempi successivi la loro musica è giunta anche oltreoceano, in luoghi come il nord America e l'Europa.
Non appena furono annunciate le prevendite per il loro album di debutto il 30 agosto 2006, l'album vendette più di 10 000 copie. Dopo la sua pubblicazione il 15 settembre 2006, l'album entrò nelle classifiche musicali di G-music charts direttamente al secondo posto. Era a meno dell'1% al di sotto dell'album Still Fantasy di Jay Chou, che era stato pubblicato due settimane prima. L'album dei Fahrenheit ha venduto oltre 80 000 copie solo a Taiwan nel primo mese dalla sua pubblicazione. Ultimamente nella classifica cinese della G-music il loro album ha occupato l'11º posto nella top 20 del 2006, e vi è restato per 17 settimane. La loro canzone principale, o zhuda (cinese semplificato: 主打; pinyin: zhǔ dǎ), "I Have My Youth" (cinese semplificato: 我有我的Young; pinyin: Wo You Wo De Young) arrivò al 16º posto nella Top 20 della Global Rhythm List di Hong Kong, e vi rimase per due settimane. La loro collaborazione con Hebe del gruppo delle S.H.E ha fatto ottenere loro diversi premi.

### Popolarità e successo
Grazie alla partecipazione a vari drama famosi, i Fahrenheit sono diventati una delle boy band più popolari di Taiwan. Nel lasso di tempo di un anno avevano già debuttato in tutta l'Asia, come cover story di più di 30 riviste. Frequenti sono le loro apparizioni nelle riviste taiwanesi Play e Color. Dopo i loro predecessori F4, sono la seconda boy band taiwanese che ha tenuto un concerto in Indonesia dopo aver pubblicato solamente un album. Hanno tenuto due mini-concerti: uno a Medan, Indonesia il 31 marzo e uno a Tsim Sha Tsui, Hong Kong il 19 aprile. Inoltre, hanno tenuto due concerti sponsorizzati dalla Watsons Water a fine settembre del 2007: uno a Hong Kong il 28 settembre, e uno a Canton il 29.
I Fahrenheit hanno partecipato alla cerimonia di apertura delle loro nuova etichetta musicale di Hong Kong, la WOW Music, a Times Square, Hong Kong, il 19 aprile 2007; il loro mini concerto a Tsim Sha Tsui c'è stato la stessa sera. Insieme a loro, hanno partecipato altri cantanti sotto contratto dalla stessa etichetta, come Tank ed altri artisti popolari della portata di Candy Lo e Mavis Fan. Più di mille fan hanno partecipato al concerto.

### Maggiori concerti
Sin da quando i Fahrenheit hanno ottenuto la grande fama che hanno, la HIM ha tentato di esporre il gruppo il più possibile, promuovendolo in due dei maggiori concerti delle S.H.E, a Taipei e Singapore, dove il quartetto ha duettato con Hebe Tian, oltre ad aver cantato alcune canzoni proprie. Da quando il gruppo è entrato prepotentemente nel mercato musicale di Hong Kong, la compagnia non ha intenzione di lasciarsi scappare qualsiasi occasione possibile per promuovere le loro attività. All'inizio avrebbero dovuto tenere un solo concerto all'Hong Kong Coliseum, ma a causa della affluenza dei fan sono stati costretti a programmare il concerto in un luogo più spazioso.

## Stile musicale
Le canzoni dei Fahrenheit sono state spesso categorizzate come bubblegum pop e pop ballad. Tuttavia, in canzoni come "Teachable Child" (孺子可教 Ru Zi Ke Jiao) e "Love's Arrived" (愛到 Ai Dao) c'è una leggera tendenza all'R&B. Canzoni simili a "The Secret of Immortality" (不死之謎 Bu Si Zhi Mi) e "Superb" (出神入化 Chu Shen Ru Hua) tendono al pop rock ed al rap, dove il gruppo ha fatto mostra di una certa abilità verso il rap e l'armonizzazione.
Il loro secondo album, Two-sided Fahrenheit, è stato pubblicato il 14 gennaio 2008. Il nuovo album ha visto il quartetto impegnarsi in tecniche di armonizzazione più avanzate, come anche un superamento del bubblegum pop verso ballate più mature, rappresentate da "Ten Thousand Joys" (一萬個快樂 Yi Wan Ge Kuai Le). Nonostante ciò, l'energia giovanile della band si è conservata nella canzone di apertura del drama Romantic Princess, "New Home" (新窝 Xin Wo)， che consiste in un duetto dei Fahrenheit con le loro colleghe S.H.E. Dell'album fa anche parte "Little VIP" (小小大人物 Xiao Xiao Da Ren Wu), che è la canzone tema della Disney per il 2008.
Spesso criticati per la mancanza di carattere della loro musica, i Fahrenheit si sono finalmente decisi ad impegnarsi in uno stile musicale più distinto nel loro terzo album, Love You More & More (越來越愛 Yue Lai Yue Ai), che mostra una nuova maturità portata avanti da alcune ballate rock, come la traccia principale "Lonesome Sprint" (寂寞暴走 Ji Mo Bao Zou) e "Stay With Me" (留下來 Liu Xia Lai)， quest'ultima scritta da Monster, il chitarrista principale della popolare band taiwanese Mayday. Nell'album sono anche presenti "Artery" (動脈 Dong Mai), sigla di The Clue Collector (霹靂MIT), "Shining Star" (恒星 Heng Xing)， sigla di apertura del drama Rolling Love (翻滾吧！蛋炒飯) e la sigla finale dell'atteso drama Superstar Express (愛就宅一起) con Jiro e Rainie Yang, "The Love of Silence" (默默 Mo Mo). L'album è completato da ballate più lente, che mettono in mostra le capacità del quartetto molto migliorate nella vocalizzazione, e la chimica che hanno nell'armonizzazione.

## Discografia

### Album in studio
| Album # | Informazioni sull'album | Copie vendute | Posizione migliore in classifica |
| ------- | --- | ------------- | -------------------------------- |
| 1°      | Fahrenheit (飛輪海 首張同名專輯) - Pubblicato: 15 settembre 2006 - Lunghezza: 48' 31" - Lingua: cinese - Etichetta: HIM International Music |               | #2 (G-Music Charts)              |
| 2°      | Two-sided Fahrenheit (双面飛輪海) - Pubblicato: 4 gennaio 2008 - Lunghezza: 48' 31" - Lingua: cinese - Etichetta: HIM International Music   |               | #1 (G-Music Charts)              |
| 3°      | Love You More and More (越來越愛) - Pubblicato: 2 gennaio 2009 - Lunghezza: 41' 34" - Lingua: cinese - Etichetta: HIM International Music   |               | #1 (G-Music Charts)              |

#### Edizioni rimasterizzate
- 12 ottobre 2006: Fahrenheit: primo album autointitolato, edizione speciale Wild Day Out (飛輪海首張同名專輯 帥酷神迷影音超值版)
- 27 novembre 2006: Fahrenheit: primo album autointitolato, edizione finale da collezione (飛輪海首張同名專輯 王者魅力終極私藏版)
- 23 marzo 2007:Fahrenheit: primo album autointitolato, edizione Top Celebration (飛輪海首張同名專輯 至尊慶功版) - limitato alla Cina continentale
- 24 aprile 2007: Fahrenheit: primo album autointitolato, edizione limitata primaverile (飛輪海首張同名專輯 春日別注限定版) - Limitato ad Hong Kong
- 21 novembre 2007: Fahrenheit: primo album autointitolato (飛輪海首張同名專輯) - Limitato al Giappone
- 1º febbraio 2008: Two-sided Fahrenheit, edizione Asia No.1 (双面飛輪海 亞洲全勝慶功版)

### Contributi a colonne sonore / Altre canzoni
| Album # | Informazioni sull'album | Tracce con le quali hanno collaborato |
| ------- | --- | --- |
| 1°      | KO One Original Soundtrack (終極一班 電視原聲帶) - Pubblicato: 27 dicembre 2005 - Lunghezza: 57' 38" - Etichetta: HIM International Music       | 1. "Wandering Alone" (一個人流浪 Yi Ge Ren Liu Lang) 2. "Teachable Child" (孺子可教 Ru Zi Ke Jiao) |
| 2°      | Tokyo Juliet Original Soundtrack (東方茱麗葉 電視原聲帶) - Pubblicato: 16 giugno 2006 - Lunghezza: 46' 24" - Etichetta: HIM International Music | 1. "Only Have Feelings For You" (只對你有感覺 Zhi Dui Ni You Gan Jue) – Ft.Hebe Tien 2. "To Own" (佔有 Zhan You) |
| 3°      | Hana Kimi Original Soundtrack (花樣少年少女 電視原聲帶) - Pubblicato: 1º dicembre 2006 - Lunghezza: 56.55" - Etichetta: HIM International Music | 1. "Really, Really Like You" (超喜歡你 Chao Xi Huan Ni) |
| 4°      | The X-Family (終極一家 電視原聲帶) - Pubblicato: 31 agosto 2007 - Lunghezza: 43' 47" - Etichetta: HIM International Music                       | 1. "Superb" (出神入化 Chu Shen Ru Hua) 2. "Will Not Love" (不會愛 Bu Hui Ai) 3. "You are All My Memories" (你是我所有的回憶) – assolo di Calvin Chen 4. "Willing to Not Love You" (願意不愛你) – assolo di Aaron Yan 5. "The Side with Water" (在水一方) – assolo di Jiro Wang |
| 5°      | Canzone tema per C.C. lemon | 1."C.C. Lemon" |
| 6°      | Sigla di apertura di Romantic Princess (公主小妹片頭曲)                                                                                         | 1."New Home"(新窩 Xin Wo) feat. S.H.E chiamata anche "Heart Nest" da molti fan |
| 7°      | 米奇节目嘉华 | 1."Little VIP"(小小大人物 Xiao Xiao Da Ren Wu) chiamata anche "Small Yet Significant Character" da molti fan |
| 8°      | Canzone per Mengniu Yogurt | 1."Sweet & Sour (酸甜 Suan Tian)" & S.H.E |
| 9°      | Canzone per Taisun Xian Cao Mi | 1."Do Re Mi" |
| 10°     | Singolo giapponese dei Fahrenheit (飛輪海首張日文單曲)                                                                                          | 1."Stay With You" |
| 11°     | Secondo singolo giapponese dei Fahrenheit (飛輪海第二張日文專輯)                                                                                | 1."Treasure" |
| 12°     | Terzo singolo giapponese dei Fahrenheit | 1."Only You" |

### Apparizioni in altri album
| Album # | Informazioni sull'album | Tracce alle quali hanno contribuito                                                                                           |
| ------- | --- | --- |
| 1st     | Play - Artista: S.H.E - Pubblicato: 11 maggio 2007 - Lunghezza: 43' 12" - Lingua: cinese - Etichetta: HIM International Music | 2. "Thank You for Your Gentleness" (謝謝你的溫柔 Xie Xie Ni De Wen Rou) * "Always Open" (inclusa nell'edizione in prevendita) |

## Carriera cinematografica
Come i loro colleghi F4 prima di loro, ogni membro dei Fahrenheit ha partecipato ad alcuni drama di successo.
Jiro Wang è stato il primo dei quattro a recitare in un ruolo minore in The Pawnshop No. 8 e quindi in uno dei ruoli principali in It Started With a Kiss. Approfittando della fama che il ruolo in It Started With a Kiss gli aveva conferito, la sua compagnia decise di fargli interpretare il ruolo principale in KO One, insieme a Calvin Chen e Aaron Yan. Dopo la messa in onda di KO One, la HIM International Music decise che era il momento giusto per pubblicare il primo album in studio dei Fahrenheit, in modo da esaudire le richieste dei fan. Wang e Yan tornarono a recitare nei rispettivi ruoli nel sequel di It Started With a Kiss', They Kiss Again. Inoltre, Jiro Wang e Wu Chun hanno recitato come protagonisti nella serie televisiva taiwanese Hana Kimi.
Wu Chun, tuttavia, stava percorrendo una strada diversa. L'ultimo membro ad essersi unito al gruppo, Wu ha recitato in un drama a parte insieme ad Ariel Lin, una serie televisiva basata su un manga dal titolo Tokyo Juliet. In seguito al successo che gli ha portato Tokyo Juliet, fu scelto per recitare in Hanazakarino Kimitachihe (Hana-Kimi) insieme al compagno di band Wang ed al membro delle S.H.E Ella Chen. Wu ha fatto anche un'apparizione in KO One, che tuttavia è stata molto breve. Chun ha il ruolo di protagonista maschile nel drama Romantic Princess, insieme a Calvin Chen.
L'episodio pilota di Hana-Kimi è andato forte, registrando uno share di ascolti del 3.05 Prima del primo episodio di Corner With Love di Show Luo e Barbie Hsu, Hana-Kimi era il programma col più alto share di ascolti della sua fascia oraria. Tuttavia, gli episodi seguenti di Corner With Love mostrarono di non essere all'altezza di Hana-Kimi, visto che quest'ultimo raggiunse il massimo picco di ascolti (5.0) con il suo dodicesimo episodio. Secondo gli indici di ascolto, Hana-Kimi è stato il programma dominante per tutti i suoi 15 episodi, concludendo con l'episodio finale che ha registrato uno share del 5.98 circa. Sulla scia del successo di Hana-Kimi, ci furono alucune voci secondo le quali Selina delle S.H.E e Wu avrebbero recitato come una coppia nel sequel di It Started With a Kiss. Tuttavia, la regia del sequel ha immediatamente smentito le voci infondate.
In un articolo del Liberty Times, fu confermato che Wu avrebbe partecipato ad un nuovo drama tratto da un manga, insieme ad Angela Chang. Anche Calvin fu candidato come secondo attore protagonista nello stesso drama. Le riprese di questo drama, che alla fine fu confermato essere Romantic Princess (公主小妹), iniziarono i primi di maggio. Da allora, Romantic Princess ha esordito a Taiwan con uno share del 3.33, con il suo episodio pilota. È stato trasmesso settimanalmente ed è durato 13 episodi. Lo share di ascolti è rimasto nella fascia del 3-4, superando di poco i suoi rivali più pericolosi, Sweet Relationship con Vic Zhou e Bull Fighting con Mike He e Hebe Tian.
Anche gli altri membri dei Fahrenheit, nel frattempo, erano occupati con le riprese di altri drama. Sulla scia del successo di KO One, fu girato il suo sequel The X-Family (終極一家). Jiro, Arron e Calvin ripresero i loro ruoli rispettivamente di Da Dong, Xiao Yu e Ya Se Wang. Anche Wu è comparso come ospite negli ultimi due episodi del drama, lungo in totale 55 episodi. Le riprese di The X-Family sono iniziate a giugno 2006 e sono finite in aprile 2007. Il drama è stato trasmesso interamente sulla GTV, ogni lunedì e venerdì. Il suo successo ha, poi, portato ad una serie di realizzazioni seguenti, tra cui un gioco online ed una colonna sonora originale, alla quale ha fatto seguito un tour promozionale in numerosi Paesi asiatici.
Il 17 marzo 2008 è stata tenuta una conferenza stampa per annunciare che Wu avrebbe realmente partecipato ad un film, Butterfly Lovers (武俠梁祝), insieme Charlene Choi, l'altra metà del popolare gruppo di Hong Kong Twins.
Jiro Wang è stato protagonista del drama della GTV Rolling Love (翻滾吧！蛋炒飯) e di ToGetHer, insieme a Rainie Yang e George Hu. Dopo essere stato scelto come secondo protagonista maschile per la maggior parte dei drama a cui ha partecipato, il membro più giovane dei Fahrenheit, Aaron Yan, si appresta finalmente a recitare come attore protagonista nel drama della GTV Mysterious Incredible Terminator (霹靂MIT). Wu è ancora coinvolto in un altro drama di successo, Hot Shot （篮球火）, nel quale ha recitato al fianco di attori già affermati come Show Luo (Alan Luo) e Jerry Yan.
Arron Yan, inoltre, ha partecipato al drama del 2009 Tao Hua Ai Wu Di, insieme alla sua controparte femminile di Mysterious Incredible Terminator, Gui Gui. Inoltre, i quattro membri dei Fahrenheit faranno delle apparizioni speciali nel terzo capitolo della saga di KO One e The X-Family; K.O.3an Guo, distribuito internazionalmente da Netflix.

## Pubblicazioni collegate
- 14 febbraio 2007: Quaderno fotografico dei Fahrenheit (酷愛飛輪海 / 寫真手札)
- 20 giugno 2007: Primo album fotografico dei Fahrenheit (飛輪海寫真集: 海角一樂園)
- 16 novembre 2007: Fahrenheit First (飛輪海寫真集: Fahrenheit First) – Limitato al Giappone

## Immagine pubblica
- 2006: Master Kang's 3+2 Crackers (RPC)
- 2006: Heme: Man Simple (Taiwan)
- 2006: Honey-Fruit and Vegetable Juice (Taiwan)
- 2007: OraLabs Ouboshi SPF15 Vanilla Flavored Chapstick (Taiwan)
- 2007: 7-11 - con le S.H.E (Taiwan)
- 2007-2008: C.C.Lemon (Taiwan)
- 2007: Cadanro (RPC)
- 2007: Taisun Freeze (Taiwan)
- 2007-2008: Taisun Xian Cao Mi (RPC)
- 2007-2008: Ai Lian Jin Shi (Taiwan)
- 2007: Hong Kong Disneyland: Mickey's Summer Blast (Hong Kong)
- 2007: Watsons Water (Hong Kong)
- 2007: Watsons Water (RPC)
- 2008: Mengniu Yogurt - con le S.H.E (RPC)
- 2008: Canon (Malaysia)
- 2008: Gatsby (RPC)
- 2009: Coca-Cola

## Riconoscimenti
| Anno | PREMIO |
| ---- | --- |
| 2006 | - Miglior Gruppo, TVB8 Awards: Bronzo - Migliori Nuovi Artisti Stranieri, HK Metro Hits Awards |
| 2007 | - Miglior canzone, TVB8 Awards: "Really, Really, Like You" (超喜歡你 Chao Xi Huan Ni) - Boy band più popolare (dell'area di Taiwan), Sprite Awards - Miglior duetto, Sprite Awards: "Only Have Feelings For You" (只對你有感覺 Zhi Dui Ni You Gan Jue) - Miglior Gruppo (delle aree di Taiwan e Hong Kong), Sprite Awards - Miglior Gruppo Nuovo, 13º Chinese Music Awards - Top 20 Canzoni dell'Anno, KKBOX Music Charts: "Only Have Feelings For You" (只對你有感覺 Zhi Dui Ni You Gan Jue) - Miglior Colonna Sonora di un Drama, KKBOX Music Charts: "Hanazakarino Kimitachihe Original Soundtrack" (花樣少年少女 電視原聲帶) - Miglior Gruppo Maschile, HITO Music Awards 2007 - Top 10 Canzoni dell'Anno (933醉心龙虎榜 年度10大金曲), Singapore Hit Awards: "Love's Arrived" (愛到 Ai Dao) - Miglior Video Musicale di Courts (Courts 最佳音乐电影), Singapore Hit Awards: "Love's Arrived" (愛到 Ai Dao) - Nuovi artisti più popolari (最受欢迎新人奖), Singapore Hit Awards - Artisti più popolari dell'anno (年度人气大奖), Singapore Hit Awards |
| 2008 | - 至尊華語組合樂隊—— 2008年度RoadShow至尊頒獎禮 - Gruppo più popolare, HITO Music Awards 2008 - Premio Fei Di-e -- Mengniu Music Awards 2008 |